# Mucuchíes
Mucuchíes – miasto w Wenezueli, w stanie Mérida; siedziba gminy  Rangel. Miasto zostało założone przez Bartolomégo Gila Naranjo w 1586 roku. Położone jest na wysokości 2983 m n.p.m.
Patronami miejscowości są Łucja z Syrakuz i Benedykt Massari.

## Osoby związane z miejscowością
- José Humberto Quintero Parra, wenezuelski duchowny.